# Legion Polski w Turcji
Legion Polski w Turcji – formacja wojskowa, sformowana w Stambule przez polskich emigrantów. Nazwa turecka: Türkiye'deki Polonya Lejyonu). Legion brał udział m.in. w  wojnie rosyjsko-tureckiej 1877-1878. Liczył aż 20 tysięcy żołnierzy.  Tworzyli go polscy emigranci po powstaniach. Celem była walka o niepodległość Polski u boku armii osmańskiej. 
Legion dzielił się na dwie formacje: europejską i azjatycką. Dywizja azjatycka walczyła na froncie kaukaskim. Oddział europejski, dowodzony przez Józefa Jagmina, dołączył do dywizji Salhy Paszy i w Bułgarii wziął udział w bitwie pod Eski Zagrą (obecnie: Stara Zagora), gdzie zginęło wielu legionistów z tego oddziału wraz z dowódcą. 
Dowódcy Türkiye'deki Polonya Lejyonu: Michał Czajkowski, Władysław Czajkowski, Stanisław Saint Clair, Józef Jagmin.